# Космічна заправка

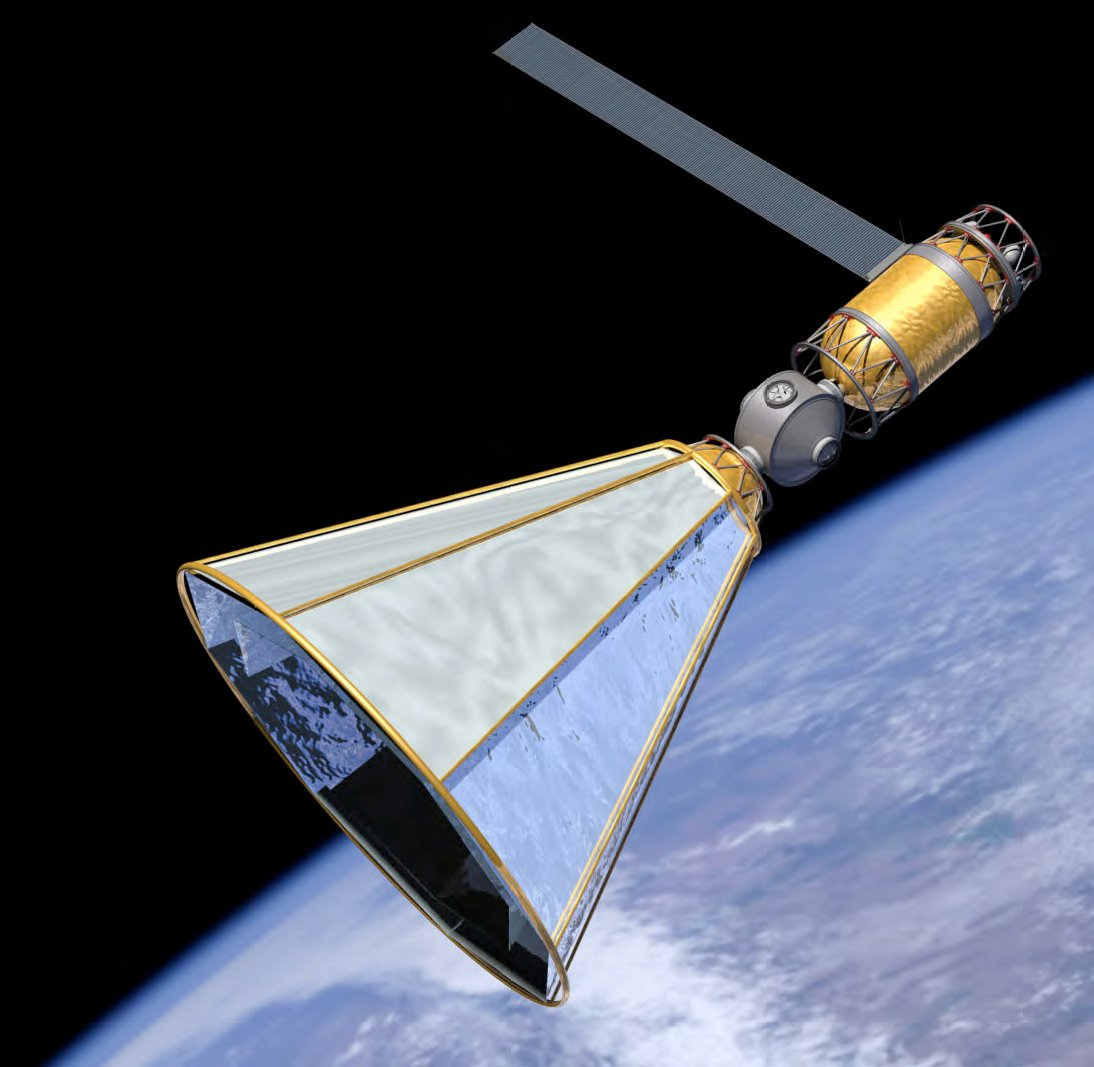
Художнє зображення паливного депо, запропонованого компанією ULA

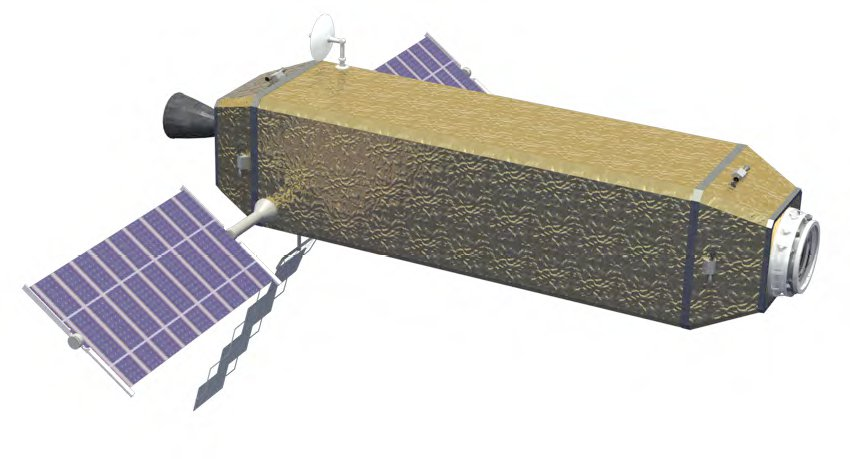
Варіант депо НАСА на ГЕО

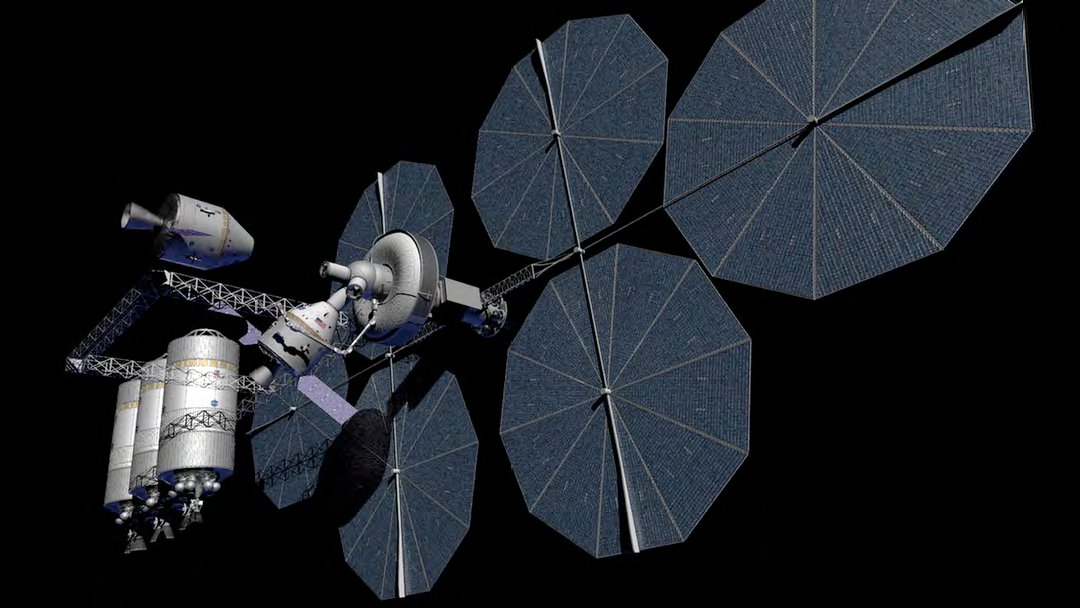
Вдосконалене депо, розташоване у точці Лагранжа

Космічна заправка (Орбітальне депо палива, або Дозаправка на орбіті) — процес передачі ракетного палива космічним апаратам (КА) на ННО чи ГПО від спеціальної ємності, яку наповнюватимуть космічні паливні танкери, або стикування КА безпосередньо із самими танкерами і перекачка палива із них. У разі впровадження стане важливим кроком у дослідженні космосу.
Дозаправка на орбіті необхідна, наприклад, штучним супутникам, адже вони витрачають паливо на орбітальні маневри, щоб вийти на геостаціонарну орбіту (Space Infrastructure Servicing). Також автоматичним міжпланетним станціям. Основними ж споживачами додаткового палива стануть космічні кораблі, що прямуватимуть до Місяця, Марса чи в іншу точку глибокого космосу. В таких випадках дозаправку слід проводити в точках Лагранжа системи Земля — Місяць (1 чи 2).
Окрім Землі SpaceX також має концепцію здійснення дозаправки на орбіті навколо Марса. А Shackleton Energy Company планує заправляти депо паливом, виробленим на Місяці.

## Доцільність орбітальної дозаправки
Маса палива становить 2/3 від маси ракети. Прихильники орбітальної дозаправки вважають, що для запуску корисного вантажу далі, ніж на ННО, (наприклад, на Місяць) замість використання надважких ракет-носіїв, що містять величезні перші ступені та додаткові верхні ступені для доведення літальних апаратів до місця призначення (Сатурн V у місії Аполлон), більш економічно вигідним є використання космічного депо. Для наповнення паливом компанія United Launch Alliance розробляє спеціальний верхній ступінь ракети Advanced Cryogenic Evolved Stage.
Але навіть для надважких ракет поповнення запасу пального, витраченого на підйом на орбіту, може стати у пригоді у випадку відправлення на Марс КВ великої маси (BFR із місією колонізації Марса). SpaceX планує дозаправляти свої Космічні кораблі BFR перекачуючи в їхні паливні баки паливо із Танкерів BFR, які доставлятимуть його із Землі. Танкери являтимуть собою величезну ємність, розділену на баки для палива, необхідного для підйому самого Танкера, та на баки для пального і окисника, що передаватимуться Космічному кораблю BFR.

## Проблеми та їх рішення
Потужні двигуни, що встановлюють на верхніх ступенях ракет, мають великий питомий імпульс і зазвичай споживають надохолоджений рідкий водень (-253°С — точка кипіння) як пальне та рідкий кисень (−183 °C — точка кипіння) як окисник. Щоб закумулювати десятки або й сотні тисяч кілограмів палива, необхідних, наприклад, для експедиції на Марс можуть знадобитися тижні або й місяці підготовки. За цей час паливо може закипіти і почати випаровуватися. За день рідкий водень може газифікуватися на 0,13 % (3,8 % за місяць), а кисень — на 0,016 % (0,49 % за місяць). Тому конструкція депо повинна враховувати цей фактор.
На допомогу може прийти якісне ізоляційне покриття та сонячний щит. Або так зване активне охолодження. Воно може включати конденсатори і кріоохолоджувачі. Існує концепція, згідно з якою закипівший газоподібний водень спрямовуватиметься на охолодження рідкого кисню, а далі використовуватиметься як робоче тіло у реактивній системі керування.
Також проблема закипання усувається використанням менш кріогенного пального (рідкий метан) або пального, що має рідку форму у нормальному стані (гас RP-1, гідразин).
Іще можуть виникнути негаразди із «відпливанням» палива від перекачувальних пристроїв в умовах мікрогравітації та необхідність осаджування його.

## Дослідження
Окрім компаній ULA та SpaceX розробкою ідеї орбітальної дозаправки займаються й інші. В червні 2011 року НАСА підписало контракти із чотирма аерокосмічними компаніями (Ball Aerospace & Technologies, Lockheed Martin, Boeing та Analytical Mechanics Associates) на «підтвердження правильності концепції зберігання кріогенних ракетних палив у космосі для зменшення необхідності використання надважких ракет під час дослідження глибокого космосу». Кожна компанія отримала по 600 тис. дол.
У січні 2013 року була завершена серія дослідів (Robotic Refueling Mission) по випробуванню на відкритій платформі МКС роботизованого маніпулятора із застосуванням спеціальних клапанів, сопел та защільнювачів.
У червні 2016 року Китайське національне космічне управління здійснило тестову дозаправку одного супутника від іншого.

## Відео
- Boeing: анімація запуску у космос депо палива і процесу заправки [Архівовано 30 липня 2016 у Wayback Machine.], листопад 2011 року (1 хв).
- Кріогенне депо палива від NASA — анімація місії [Архівовано 26 серпня 2016 у Wayback Machine.], травень 2013 року (25 с).